# Giulio Alfieri (Schauspieler)
Giulio Alfieri (* 28. November 1879 in Neapel; † nach 1945) war ein italienischer Schauspieler, Karikaturist und Liedersänger.

## Leben
Alfieri war als Karikaturist und Interpret leichten Liedgutes vor allem seiner Heimatregion aktiv; bereits 1894 hatte er fünfzehnjährig erste Bühnenerfahrungen gesammelt, als er an kleinen Theatern Neapels auftrat. Zwei Jahre später gehörte er zum Programm des dortigen „Salon Margherita“, wo er mit Nicola Maldacea, teilweise auch Amelia Faraone in kleinen musikalischen Szenen spielte. Es folgten Engagements als Solointerpret oder mit Elena Brussa, bis er 1899 als „Opfer“ den Duopartner von Peppino Villani gab.
In den nächsten Jahren entwickelte er sich bei zahlreichen Stationen und Auftritten weiter zum Satiriker, der alleine oder auch im Duett mit Lydia Roussier an Spielorten wie dem „Odeon“ in Rom zu sehen war. Bis Mitte der 1930er Jahre bespielte er somit die Bühnen ganz Italiens; 1936 spielte er seine erste Filmrolle, der bis 1946 etliche, meist komische, folgten. Auch für das Radio arbeitete der 1,55 m große Alfieri; seltener als Synchronschauspieler. Nach dem Zweiten Weltkrieg verliert sich seine Spur.

## Filmografie (Auswahl)
- 1936: Lo smemorato
- 1946: Daniele Cortis